# Estadio Leônidas Sodré de Castro
El Estadio Leônidas Sodré de Castro popularmente conocido como Curuzu, es un estadio multiusos ubicado en la ciudad de Belém, estado de Pará, Brasil. Posee una capacidad para 16 500 espectadores y es el campo del Paysandu Sport Club, un equipo de la Serie B de Brasil.  
El estadio inaugurado en 1914, fue adquirido por el Paysandu en julio de 1918, la inauguración oficial tuvo lugar el 27 de este mes. Debido a su longevidad, el estadio también es conocido por el apodo de "“Vovô da Cidade” (Abuelo de la Ciudad") por ser uno de los estadio más antiguos de Brasil que aún reciben partidos oficiales de los equipos de las competiciones profesionales organizadas por la CBF.
Después de una extensa renovación, el Curuzu se reabrió el 2 del mes de febrero de 1974 con un partido del Paysandu ante su clásico rival el Remo. A partir de esa fecha, el estadio recibió su nombre oficial: Leonidas Sodre de Castro, en gran parte al responsable de la adquisición del campo en 1918 y la compra de la sede actual del club en 1927.

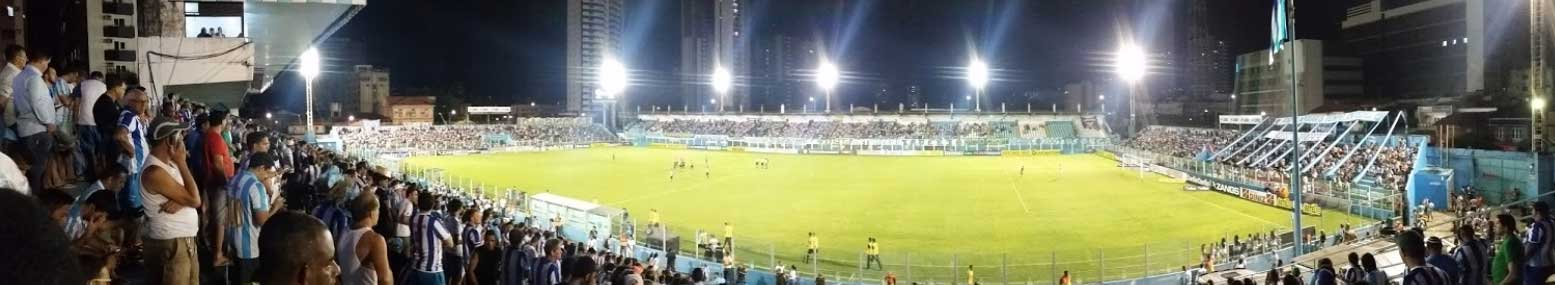
Panorámica del estadio.